# Чистополь (Казахстан)
Чисто́поль (каз. Чистополь) — село у складі Успенського району Павлодарської області Казахстану. Входить до складу Конирозецького сільського округу.
Населення — 18 осіб (2021; 43 у 2009, 160 у 1999, 180 у 1989).
Національний склад станом на 1989 рік:
- німці — 51 %